# Đại học Roma Tor Vergata
Viện Đại học hệ Nghiên cứu Roma "Tor Vergata" (tiếng Ý: Università degli Studi di Roma "Tor Vergata") còn được gọi là Viện Đại học La Mã II hoặc Đại học Roma 2 hay được gọi một cách đơn giản hơn là Tor Vergata, là một viện đại học nghiên cứu công lập tọa lạc tại khu vực đông nam ngoại thành Roma, thủ đô nước Ý. Hiệu trưởng hiện tại là Giuseppe Novelli, một giáo sư đến từ Khoa Y học và Phẫu thuật.
Viện Đại học Roma 2 được thành lập vào năm 1982 dựa trên sự phân tách từ Đại học Roma "La Sapienza" - viện đại học đầu tiên tại thành Roma sau gần 7 thế kỷ tồn tại đang ở tình trạng quá tải do nhu cầu giáo dục của sinh viên lúc bấy giờ. Mục tiêu của Tor Vergata cung cấp nền giáo dục chất lượng cao cho những học sinh sinh viên để đáp ứng với những cơ hội và nhu cầu không ngừng phát triển của lực lượng lao động trong thế kỷ 21. Mặc dù còn khá trẻ nhưng Đại học Roma 2 đã vươn đến được chuẩn chất lượng giáo dục cao tại Ý và cả châu Âu. Đây là một trong những viện đại học danh tiếng ở Ý, rất nhiều giáo sư Tor Vergata là thành viên quan trọng trong các bộ ngành chính trị, văn hóa và môi trường tại quốc gia này.